# Arthur D. Little
Pour les articles homonymes, voir ADL.
Arthur D. Little (ADL), un cabinet de conseil en stratégie fondé en 1886 par Arthur Dehon Little, un chimiste au Massachusetts Institute of Technology et Roger B. Griffin, à Cambridge dans le Massachusetts, États-Unis. Il s'agit du tout premier cabinet de conseil en stratégie de l'histoire.

## Histoire

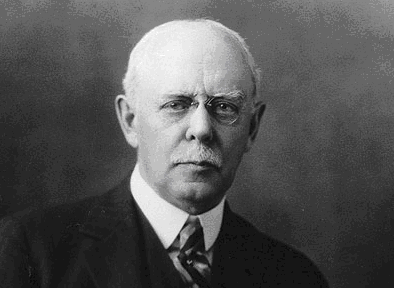
Arthur D Little, fondateur éponyme du cabinet (1863-1935)

Arthur D. Little a été le pionnier du concept de services professionnels sous contrat. La société a joué un rôle clé dans le développement de la stratégie commerciale, de la recherche opérationnelle, des logiciels de traitement de texte, de la première pénicilline synthétique, mais également du NASDAQ. Aujourd'hui, l'entreprise est une société de conseil en stratégie multinationale.
Le cabinet regroupe plus de 1 500 consultants dans plus de 30 pays de par le monde.

## Arthur D. Little France
En France, le bureau de Paris a ouvert en 1968 et rassemble aujourd’hui environ 60 consultants au service des directions générales des grandes entreprises. Les locaux parisiens sont situés au 7, place d’Iéna, dans le 16ème arrondissement de Paris.
Au début des années 2000 le cabinet a rencontré des difficultés financières, qui ont forcé Arthur D. Little Inc à se vendre au groupe français Altran Technologies.
Néanmoins les associés d'ADL ont effectué la reprise du cabinet en 2012 sous la houlette de son nouveau CEO Ignacio Garcia Alves.

## Classement
En 2010, Vault classe ADL à la 15e position de son classement des 25 plus grands cabinets mondiaux et en 2011 à la 13e position. En 2018, Arthur D. Little atteint la 9ème place sur le classement Européen de Vault . Le cabinet progresse à la 6ème place de ce même classement en 2022 .